# Thanatochlamys tristis
Thanatochlamys tristis är en insektsart som beskrevs av George Willis Kirkaldy 1907. Thanatochlamys tristis ingår i släktet Thanatochlamys och familjen Flatidae. Inga underarter finns listade i Catalogue of Life.